# Nikita Bičurin
Nikita Jakovlevič Bičurin (rusky: Никита Яковлевич Бичурин; 29. srpna 1777, Akulevo – 11. května 1853, Petrohrad), známý také jako Hyacint nebo Jakinf, byl ruský překladatel, orientalista a pravoslavný mnich. Byl jedním ze zakladatelů ruské sinologie. Přeložil mnoho děl z čínštiny do ruštiny. Řada z nich byla poté přeložena z ruštiny do dalších evropských jazyků.

## Život
Jeho otec byl Čuvaš, matka Ruska. Studoval na kostelní pěvecké škole ve Svijažsku a později na Kazaňském teologickém semináři, kde absolvoval v roce 1799. Jeho jazykového nadání si všiml arcibiskup Amvrosij Podobedov, který mu nejprve zajistil, že ihned po absolutoriu na Kazaňském teologickém semináři učil a v roce 1800 ho přiměl, aby se stal pravoslavným mnichem.
Získal mnišské jméno Jakinf nebo Hyacint a byl poslán na misii do Pekingu, kde strávil čtrnáct let (1807 až 1821). Více než šíření křesťanství se zde ale věnoval studiu čínské historie a čínštiny. Byl obviňován z nedostatku náboženského zápalu a nekřesťanského života, a když se objevil v Irkutsku se svou milenkou Natalií Petrovovou, někteří z jeho studentů ho udali. Synod prohlásil 4. září 1823 Bičurina vinným, zbavil ho hodnosti archimandritského mnicha a uvěznil ho na doživotí ve Valaamském klášteře.
Zde přeložil řadu starověkých a středověkých čínských rukopisů, které byly do té doby v Evropě neznámé. V následujících desetiletích publikoval mnoho svazků o čínské a mongolské historii, geografii, statistice, zemědělství a náboženství (včetně průkopnické studie o čínském islámu).
Po smrti cara Alexandra I. a nástupu Mikuláše I. na trůn, v roce 1825, vymohli někteří Bičurinovi přátelé u nového cara pro vězněného mnicha milost. Získali pro něj také místo tlumočníka na ministerstvu zahraničí. Bičurin se poté přesunul do Petrohradu. V roce 1828 byl zvolen dopisujícím členem Ruské akademie věd a stal se také emeritním knihovníkem v Petrohradské veřejné knihovně. Ve stejném roce vydal knihu Popis Tibetu v moderní době.
Pokračoval ve střetech s církevními autoritami a odmítal povýšení. V roce 1832 zasáhl do těchto sporů car Mikuláš I. Zakázal Bičurinovi odmítat povýšení a nařídil mu, aby žil v klášteře Alexandra Něvského. V roce 1835 mu byla udělena Děmidovova cena udělovaná každoročně Ruskou akademií věd. V roce 1837 otevřel první čínskou jazykovou školu v Rusku, a to v Kjachtě. Pomohla zlepšit obchod mezi Ruskem a Čínou. Jedním z jeho studentů byl totiž Michail Ševelev, obchodník s čajem a podnikatel v lodní dopravě.
Za svůj přínos sinologii byl zvolen členem i pruské a francouzské akademie věd.